# Novo Lino (kommun)
Novo Lino är en kommun i Brasilien.   Den ligger i delstaten Alagoas, i den östra delen av landet, 1 500 km nordost om huvudstaden Brasília. Antalet invånare är 12 069.
Följande samhällen finns i Novo Lino:
- Novo Lino
- Jundiá

Omgivningarna runt Novo Lino är en mosaik av jordbruksmark och naturlig växtlighet. Runt Novo Lino är det ganska glesbefolkat, med 32 invånare per kvadratkilometer.